# Plesiobalaenoptera
Plesiobalaenoptera — рід вимерлих смугачів, який існував в Італії в епоху пізнього міоцену. Типовий вид — P. quarantellii. Це найстаріший відомий смугач із Середземноморського басейну. Скам'янілості були знайдені з відкладень річки Стірон на півночі Італії, які були відкладені в епоху Тортона, приблизно від 11 до 7 мільйонів років тому.

## Опис
Plesiobalaenoptera за зовнішнім виглядом був схожий на інших китів, хоча мав відносно ширший рострум. Рід має кілька відмінних рис, які в основному спостерігаються в області вуха. Наприклад, периотична кістка (яка оточує внутрішнє вухо) має підняту центральну частину і трикутний виступ спереду. Як і у всіх вусатих китів, барабанна булла, яка оточує середнє вухо, збільшена і відокремлена від периотичної кістки. Однак його барабанна булла має характерний високий кіль. Причому отвір євстахієвої труби в середнє вухо перебуває у високому положенні.

## Палеобіологія
На відміну від живих смугачів, Plesiobalaenoptera, ймовірно, не був здатний харчуватися шляхом всмоктування здобичі разом з водою. Plesiobalaenoptera має посткороноїдну ямку, або отвір у зубній кістці нижньої щелепи, що ускладнювало б виконання цього методу харчування.

## Класифікація
Plesiobalaenoptera тісно споріднений з Parabalaenoptera, відомим з пізнього міоцену Каліфорнії в Сполучених Штатах. Обидва утворюють кладу, яка є сестринським таксоном верхівкових балаеноптерид, що включає останнього спільного предка живих Balaenoptera та Megaptera та всіх їхніх нащадків.